# Tamarineira
Tamarineira é um bairro nobre da cidade do Recife, capital do estado brasileiro de Pernambuco.
Conhecido pela existência, em seu território, do Hospital da Tamarineira, hoje denominado Hospital Ulysses Pernambucano, passou a ser sinônimo de tratamento psiquiátrico e, por extensão, de doença psiquiátrica.
Localiza-se entre os bairros do Parnamirim, Mangabeira, Jaqueira, Graças e Rosarinho.

## Edificações
Em sua área territorial estão edificados:
- Hospital Ulysses Pernambucano, o Hospital da Tamarineira
- Centro de Prevenção, Tratamento e Reabilitação do Alcoolismo (CPTRA)
- Hospital Agamenon Magalhães
- Colégio Boa Viagem Jaqueira (antigo Colégio Rosa Gattorno)
- Ferreira Costa Home Center
- Colégio e Faculdade Santa Catarina
- Colégio Construindo
- Edifício Palazzo Veneto
- Edifício Violeta